# کریدمور (تگزاس)
کریدمور، تگزاس(به انگلیسی: Creedmoor, Texas) شهری در ایالت تگزاس از ایالات جنوبی ایالات متحده آمریکا است. در سرشماری سال ۲۰۰۰، جمعیت این شهر ۲۱۱ نفر اعلام شد.